# São Pedro do Estoril
São Pedro do Estoril ist eine Ortschaft in der Gemeinde Cascais e Estoril, Kreis Cascais, im Distrikt Lissabon.

## Kultur und Sehenswürdigkeiten
Als bekanntestes Bauwerk des Ortes kann die denkmalgeschützte Festungsanlage Forte de São Pedro do Estoril aus dem 17. Jahrhundert gelten.

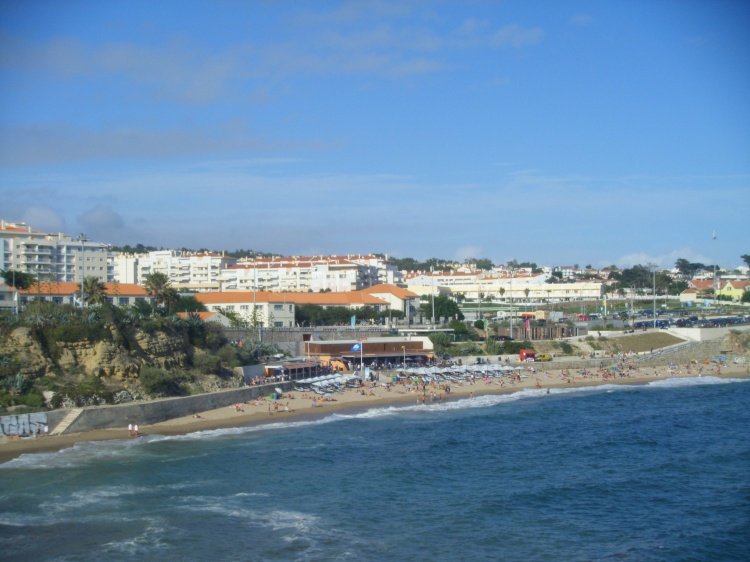
Blick auf den schmalen Sandstrand des Ortes

Der Ort ist für seinen Sandstrand bekannt, der Praia da Bafureira. Er ist als Ausflugs- und Badeort bei den Bewohnern des städtischen Großraums Lissabon beliebt, in der Folge haben sich eine Reihe Strandbars und Nachtlokale entlang der Fußgängerzone am Strand angesiedelt. Auch nationale und internationale Surf-Wettbewerbe finden hier statt.
Seine vorgelagerte Felsspitze, das kleine Kap Pedra do Sal (port. für: Salzstein), ist als nationale Biosphären-Schutzzone ausgewiesen. Mit dem Centro de Interpretação Ambiental da Pedra do Sal (CIAPS) ist hier ein Museum und Besucherzentrum eingerichtet, in dem auch Veranstaltungsräume, Ausstellungssäle und Gastronomie eingerichtet sind, für die vielfältigen Aktivitäten des Zentrums. Am östlichen Steilhang der Klippe wurden 1944 zwei neolithische – kupferzeitliche Kuppelgräber entdeckt und ergraben. Das Schutzgebiet war ein Grund, den Europäischen Fernwanderweg E9 (hier auch der portugiesische Wanderweg GR-11) hier her zu führen.
Mit dem 1997 gegründeten Clube de Petanca de São Pedro do Estoril ist ein Pétanque-Verein im Ort aktiv.

## Söhne und Töchter
- A. H. de Oliveira Marques (1933–2007), Historiker

## Verkehr
São Pedro do Estoril ist ein Haltepunkt der S-Bahn-ähnlichen Bahnlinie Linha de Cascais, die von Lissabon nach Cascais führt.
Die von Lissabon kommende Autobahn A5 endet in Ortsnähe, mit der Abfahrt Cascais.